# Platform (roman)
Platform, volledige titel Midden in de wereld: Platform (oorspronkelijke Franse titel: Au milieu du monde: Plateforme) is een roman van Michel Houellebecq uit 2001, die een jaar later in het Nederlands verscheen. De roman heeft het sekstoerisme als onderwerp, waarbij de auteur blijk geeft van een pessimistische visie op de hedendaagse westerse samenleving, in het bijzonder relaties tussen mannen en vrouwen. Platform verscheen, evenals de novelle Lanzarote, onder de overkoepelende titel Midden in de wereld.

## Inhoud

### Titel
Over de herkomst van de titel 'Platform' lopen de meningen uiteen. Volgens de Franse schrijver en essayist Frédéric Beigbeder verwijst de romantitel naar een passage waarin de hoofdpersoon als kind in een elektriciteitsmast klimt en boven op het platform aangekomen bedenkt dat het eenvoudiger is te blijven zitten of te springen. Volgens Beigbeder staat deze angstaanjagende plek, waar het maken van een verkeerde beweging fataal kan zijn, symbool voor het moment dat de mens zich bewust wordt van la condition humaine en de belachelijke nutteloosheid van zijn lot aanneemt.
De vertaler Martin de Haan vond nog een ander citaat, waarin het woord platform voorkomt en waarin verwezen wordt naar de extreem doorgevoerde marktwerking, een van de centrale thema's van het boek. In het Frans wordt de term 'plateforme programmatique' gebruikt, wat zoiets betekent als 'beginselprogramma'. Daarnaast komt er in de tekst nog een passage met boorplatformen voor. Sommige critici hebben, enigszins sarcastisch, verband gelegd tussen de titel en de 'platte vorm' van de roman, verwijzend naar de platte, weinig verfijnde schrijfstijl die Houellebecq hier en in zijn andere boeken gebruikt. De schrijver gaf aan dat de eerste verklaring in zijn visie de juiste is.
De overkoepelende titel Midden in de wereld duidt mogelijk op Houellebecqs ambitie om, in navolging van Balzac, de wereld van nu te beschrijven in een romancyclus. Het bleef uiteindelijk bij een novelle en een roman. Bij de opvolger van Platform, de roman Mogelijkheid van een eiland (2005), die qua setting en thematiek aansluit op de novelle Lanzarote (2000), ontbreekt de overkoepelende titel.

### Opbouw
De roman telt 309 pagina's (Nederlandse hardcovereditie) en bestaat uit drie delen die worden voorafgegaan door een citaat van Balzac. De drie delen van de roman beginnen elk met een titelpagina en een blanco pagina, en zijn onderverdeeld in genummerde hoofdstukken:
- Eerste deel. Tropic Thai (12 hoofdstukken, 107 pagina's)
- Tweede deel. Concurrentievoordeel (16 hoofdstukken, 168 pagina's)
- Derde deel. Pattaya Beach (5 hoofdstukken, 22 pagina's)

Na de eigenlijke roman volgt in de Nederlandse vertaling een verklarende woordenlijst, waarin korte beschrijvingen van voornamelijk Franse politici, schrijvers en mediafiguren zijn opgenomen, alsmede enkele andere Franse begrippen.

### Personages
NB: onderstaand overzicht bevat de namen van de voornaamste fictieve personages; historische personen die in het boek voorkomen, zoals Jack Lang en Antoin Waechter, zijn niet opgenomen.
- Michel Renault: ik-verteller; ambtenaar bij het Ministerie van Cultuur; net veertig geworden; vermijdt relaties en heeft in het algemeen weinig verwachtingen van het leven
- Marie-Jeanne: collega van Michel; neemt haar werk zeer serieus
- Valérie: reisgenote van Michel, daarna zijn vriendin; 27 jaar; goed-verdienend manager in de reisbranche[noot 3]
- Jean-Yves Frochot: chef van Valérie, eerst bij Nouvelles Frontières, later directeur van de Eldoradorketen van de Aurore Groep; ongelukkig getrouwd

### Verhaallijn
Platform speelt zich af in het heden, dat wil zeggen omstreeks 2001, het jaar van publicatie. Het boek bevat tal van verwijzingen naar personen en gebeurtenissen uit die tijd. Het vertelperspectief verschuift soms van de ik-verteller (Michel) naar een alwetende verteller.

#### Eerste deel
Michel Renault werkt zonder enig enthousiasme als ambtenaar bij het Franse Ministerie van Cultuur, hoewel kunst en cultuur geen betekenis hebben in zijn leven. In zijn vrije tijd kijkt hij naar amusementsprogramma's op televisie en bezoekt hij peepshows en prostituees.
De roman begint met de dood van Michels vader, die hij "ouwe zak" noemt en met wie hij zich nauwelijks verbonden voelde. Zijn vader wordt pas dagen na zijn dood aangetroffen in zijn woning. Hij blijkt vermoord door de broer van zijn Tunesische huishoudster, met wie hij een affaire had. Michel erft het huis, de auto en een niet onaanzienlijk geldbedrag. Zijn collega Marie-Jeanne maakt zich zorgen over hem.
Michel besluit een eindejaarsvakantie te boeken bij de reisorganisatie Nouvelles Frontières, een groepsreis naar Thailand. Hij heeft moeite zich aan het reisgezelschap aan te passen, maar geniet desondanks af en toe van de rondreis. Hij bezoekt een massagesalon en een animeerbar, en schaamt zich niet om dat aan zijn medereizigers mede te delen. Dezen reageren overwegend gechoqueerd of afwijzend, met uitzondering van de 27-jarige Valérie, die Michel aanvankelijk oninteressant vindt, maar met wie hij uiteindelijk toch bevriend raakt. Ze wil van Michel weten wat Aziatische vrouwen hebben dat Europese vrouwen niet hebben. Op oudejaarsavond doet Valérie een toenaderingspoging om de vriendschap naar een ander niveau te tillen, maar Michel valt in slaap en wordt pas om 3 uur 's nachts wakker. Het is dan 1 januari 2000. Valérie is naar bed gegaan. De vakantie is bijna voorbij.

#### Tweede deel

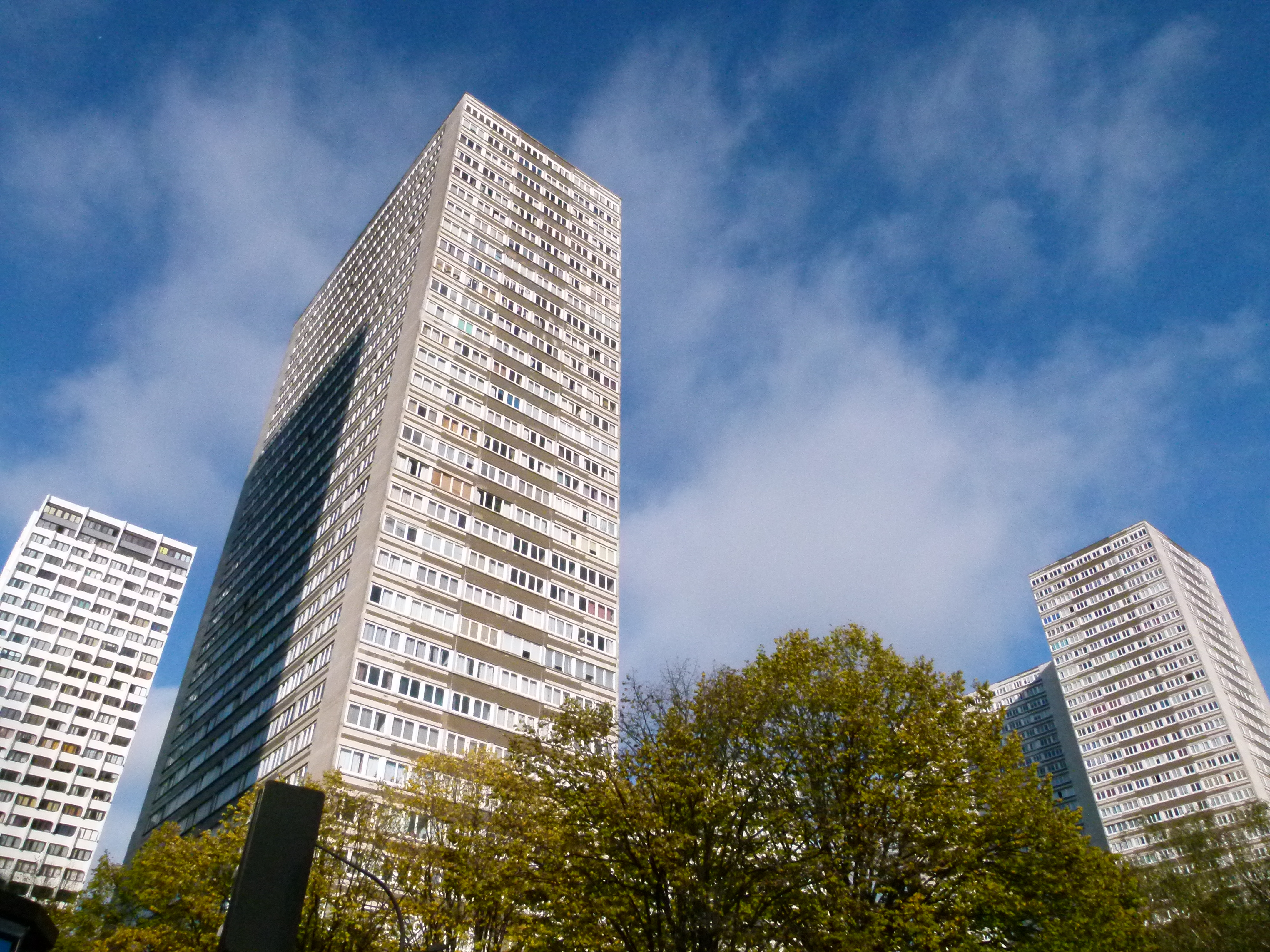
Woontorens bij de Porte de Choisy in het zuidoosten van Parijs. In deze omgeving gaan Michel en Valérie samenwonen

Als Michel en Valérie elkaar na hun terugkeer in Parijs weer ontmoeten, ontstaat er in de daaropvolgende maanden een heftige liefdesrelatie. Wat hen vooral verbindt is de seks – die meestal helder wordt beschreven. Ze huren een appartement in de Tour Opale, een woontoren bij de Porte de Choisy, en gaan samenwonen. Valérie heeft haar drukke en goed betaalde baan als manager bij Nouvelles Frontières ingewisseld voor een nog betere baan bij de Aurore Groep, de grootste hotelketen ter wereld. Samen met haar chef Jean-Yves moet ze binnen de Aurore Groep de verliesgevende keten van all-inclusive hotels Eldorador reorganiseren.
Bij wijze van research boeken Michel, Valérie en Jean-Yves een verblijf in een Eldoradorhotel in Cuba. Michel en Valérie beleven een ménage à trois met een dienstmeisje en een swingersavond met een ander stel; Jean-Yves amuseert zich met een prostituee. Michel brengt Jean-Yves op het idee om per catalogus seksclubvakanties aan te gaan bieden in een deel van de Eldoradorhotels. Michel is ervan overtuigd dat die in een behoefte zullen voorzien, aangezien mensen in westerse samenlevingen nauwelijks seksuele bevrediging kunnen vinden.
Jean-Yves en Valérie werken samen het idee van Michel uit om zo de uitgebluste Eldoradorformule nieuw leven in te blazen. Omdat er in Frankrijk te veel weerstand wordt verwacht, wordt de nieuwe formule afgestemd op de Duitse markt. De hotels van de keten in islamitische landen, waar seksclubs taboe zijn, worden verkocht of gaan 'ontdekkingsvakanties' (excursies, kameeltochten, en dergelijke) aanbieden. De overige worden omgedoopt tot Afroditeclubs voor alleenstaande mannen, vrouwen en paren. De Duitse TUI Group is de eerste touroperator die het nieuwe concept van seksclubvakanties gaat aanbieden. De hoge verwachtingen van Jean-Yves en Valérie worden nog overtroffen door de overstelpende vraag naar dit type vakanties. Zelfs in de traditioneel 'slappe' maand november hebben de Afroditehotels bezettingspercentages van minimaal 95%.
Gedrieën reizen Jean-Yves, Valérie en Michel naar Thailand voor de opening van een nieuw resort in Krabi aan de Andamanse Zee. Valérie en Michel besluiten zich permanent in Krabi te vestigen, waarbij Valérie de leiding van de club zal overnemen. Michel, die nog maar een jaar geleden gedoemd leek tot een deprimerend leven vol frustratie, gelooft dat hij werkelijk het geluk gevonden heeft.
Het stel wordt wreed uit hun dromen gerukt door een terroristische aanslag op het 'zondige' vakantieoord. Valérie behoort tot de 117 dodelijke slachtoffers van de zwaarbewapende moslimextremisten. Michel overleeft de aanval fysiek ongedeerd, maar verkeert in shocktoestand. De Franse pers veroordeelt de aanslag, maar ook de Europese toeristen die dit door hun gedrag over zich hebben afgeroepen.

#### Derde deel

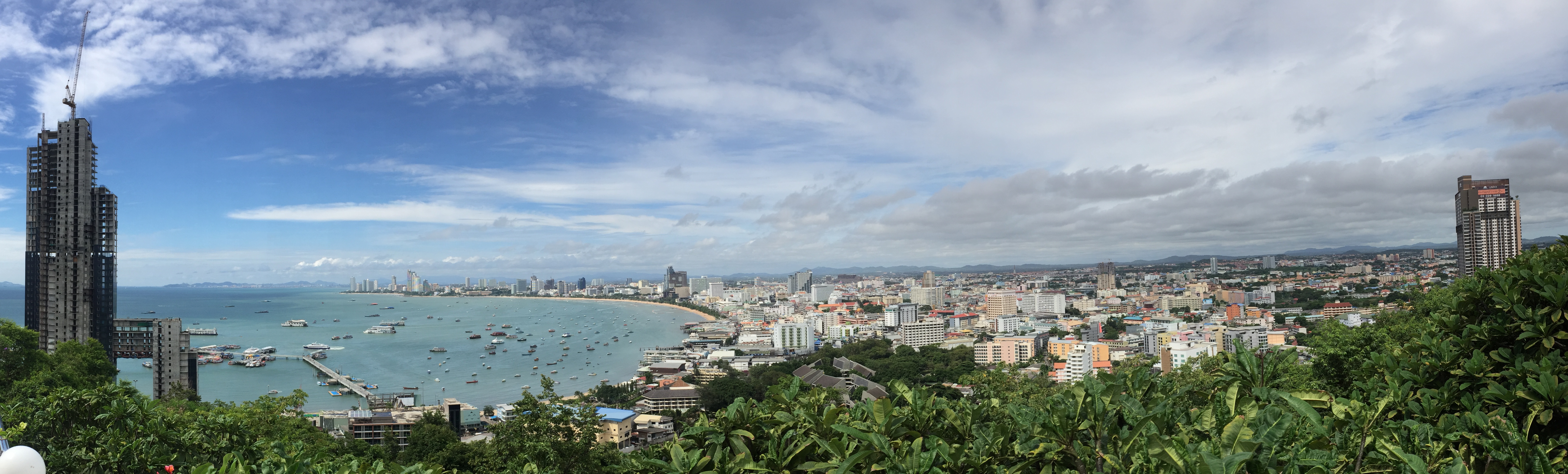
Pattaya Beach, Thailand: hier eindigt Michel zijn leven

Michel kan het verlies van Valérie niet verwerken. Hij verblijft maandenlang in ziekenhuizen en psychiatrische instellingen, eerst in Thailand, later in Parijs. Daarna reist hij terug naar Thailand, waar hij zich, na een kort verblijf in Bangkok, permanent vestigt in Pattaya, de hoofdstad van het Aziatische sekstoerisme. Hij komt echter nauwelijks buiten de deur. Voor hem blijft het kortdurende geluk met Valérie een fenomeen waarvoor hij geen verklaring kan vinden. Wat voor nut heeft het om het leven te willen begrijpen, als men de liefde niet heeft begrepen?
Zonder overgebleven wil om te leven schrijft Michel zijn verhaal op – en wacht op de dood, het enige dat hij heeft begrepen.

### Vorm, perspectief, motieven
Platform heeft, in vergelijking met de twee voorgaande romans van Houellebecq, een vrij lineaire vorm, ofwel een platte vorm, zoals enkele critici grapten. De ambiguïteit zit hem hier vooral in de thematiek. Wat ook ontbreekt is de voor Houellebecq kenmerkende pastichevorm, het nabootsen van verschillende schrijfstijlen, bijvoorbeeld het afwisselen van droge, feitelijke beschrijvingen met sarcastische, lyrische of onverbloemd seksuele passages, vaak zonder overgang. Het vertelperspectief is dat van een ik-verteller.
Een motief dat regelmatig terugkeert in het werk van Houellebecq is dat van de walking ghost phase, waarin de hoofdpersoon alleen eindigt, zonder hoop, zonder verwachtingen, alleen nog leegte. Het einde van Platform, waarin Michel Renault zich terugtrekt in Pattaya en nauwelijks meer buiten de deur komt, lijkt op dat van Houellebecqs eerste roman, De wereld als markt en strijd, waarin de ik-verteller het bos inloopt en zo uit beeld verdwijnt.

## Publicatie
Plateforme verscheen in Frankrijk op 25 augustus 2001 in een oplage van 130.000 exemplaren bij uitgeverij Flammarion. Al voor de publicatie was er de nodige ophef in de Franse pers over het feit dat de nieuwe Houellebecq het sekstoerisme tot onderwerp had en zelfs de prostitutie zou bepleiten. Zie hieronder.

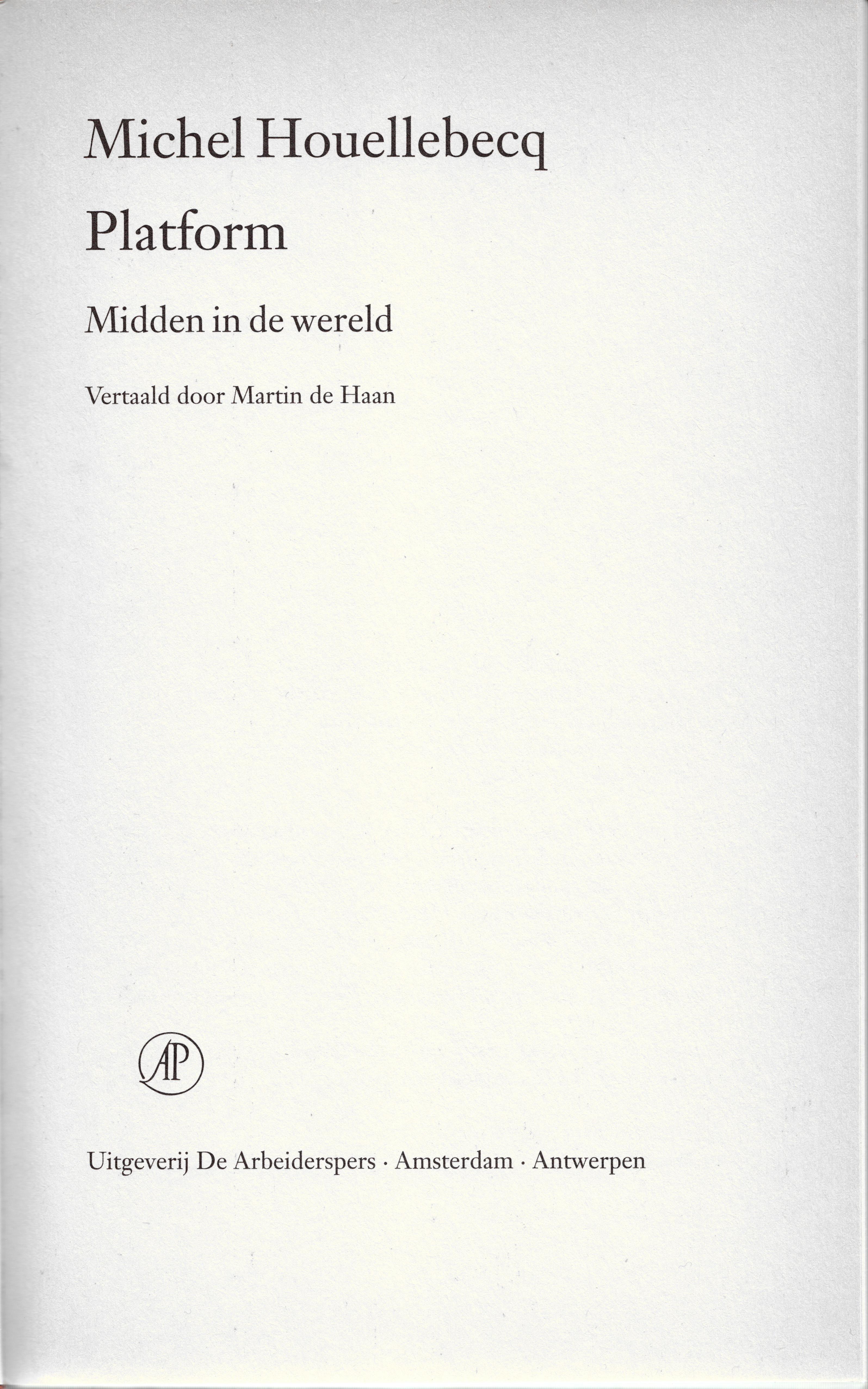
Titelpagina van de Nederlandse uitgave (2002)

De Nederlandse vertaling door Martin de Haan verscheen op 22 juni 2002 bij De Arbeiderspers, aanvankelijk alleen verkrijgbaar als hardcover. Voor de vertaling stelde het Nederlands Letterenfonds een werkbeurs ter beschikking. Het oorspronkelijke omslagontwerp was van ontwerpbureau UNA en toonde een naaktfoto van Diana Blok in de kleurstellingen groen-blauw (hardcover) en rood-paars (paperback). In 2006 verscheen de roman in de reeks Singel Pockets met een nieuwe omslag. In 2012 verscheen wederom een nieuwe paperbackeditie met een omslag van Studio Ron van Roon.

### Uitgaven (selectie)
- (fr)  Michel Houellebecq: Plateforme. Au milieu du monde. Uitgever: Flammarion (originele uitgave: 25 augustus 2001)
- (it)  Michel Houellebecq & Sergio Claudio Perroni (vertaler): Piattaforma. Nel centro del mondo. Bompiani (september 2001)
- (de)  Michel Houellebecq & Uli Wittmann (vertaler): Plattform. Dumont Buchverlag (januari/februari 2002)
- (pt)  Michel Houellebecq & Carlos Vieira da Silva (vertaler): Plataforma. Bertrand Editora (april 2002)
- (nl)  Michel Houellebecq & Martin de Haan (vertaler): Platform. De Arbeiderspers (22 juni 2002)
- (es)  Michel Houellebecq & Encarna Gómez Castejón (vertaler): Plataforma. Anagrama (september 2002)
- (en)  Michel Houellebecq & Frank Wynne (vertaler): The Possibility of an Island. Britse editie: Heinemann (september 2002)
- (en)  Michel Houellebecq & Frank Wynne (vertaler): The Possibility of an Island. Amerikaanse editie: Knopf (2002/2003?)
- (ru)  Michel Houellebecq & Irina Radchenko (vertaler): Платформа. Inostranka (december 2002)[13]

### Ontvangst
- De Franstalige pers reageerde overwegend negatief op Plateforme.[5][12] De schrijver-criticus en uitgever van Lire meende dat Houellebecq altijd al gedreven werd door een obsessieve haat tegen Arabieren en dat dit het ware onderwerp van de roman was.[14] Het boek stond aanvankelijk op de shortlist voor de Prix Goncourt, maar werd daar door alle polemieken (zie hieronder) van afgevoerd.[noot 7] Hetzelfde gold voor de Prix de l'Académie française. Op het Filmfestival van Parijs in 2002 werd aan de roman de Prix Ciné Roman toegekend voor het literaire werk dat het meest voor verfilming in aanmerking zou moeten komen.
- De Nederlandstalige kritieken waren merendeels positief. De Volkskrant noemde het "een mismoedig stemmende, knap geconstrueerde, bij vlagen briljante satire, die de lezer voortdurend op het verkeerde been zet".[16] NRC Handelsblad schreef: "Je moet wel van steen zijn als dit boek je onverschillig laat [...] misschien wel de meest bijzondere liefdesroman van de laatste tijd". Vrij Nederland noemde het "een stem uit de hel die het moderne leven geworden is". De Standaard Magazine schreef: "Michel Houellebecq is de grootste literaire sensatie in Frankrijk in twintig jaar."[17] De Vlaamse actrice Lien Van de Kelder vond het boek een "eye-opener".[18]
- De Duitstalige pers reageerde verdeeld.[19] Britse kranten schreven over het algemeen vernietigend over Platform. Volgens The Guardian had de roman weinig te bieden, The Sunday Times schreef het boek af als "pretentieus, banaal, slecht geschreven en saai" en The Times vond dat men Houllebecq maar beter niet met Camus moest vergelijken – zoals sommige Franse critici deden –, maar eerder met de (platvloerse) komiek Benny Hill.[20]

### Invloed; controverses
Afgezien van de puur literaire kritiek, waren er in Frankrijk en daarbuiten tal van controverses rondom het verschijnen van Plateforme. Zo dreigde de uitgever van de reisgids Guide du Routard (in het Nederlands vertaald als Trekkersgids) in 2001 met een rechtszaak wegens smaad. Naar aanleiding van een interview met het Franse literaire tijdschrift Lire, waarin Houllebecq de Islam "de stomste religie" noemde en de Koran een "slecht geschreven boek", daagden verschillende moslimorganisaties hem in september 2002 voor de rechter. Volgens de auteur had Lire zijn woorden verdraaid en had het bovendien geen zin om hem te ondervragen over zijn opinies, aangezien die voortdurend veranderen. Houellebecq, gesteund door een groep journalisten en schrijvers (waaronder Salman Rushdie) die van mening waren dat de vrijheid van meningsuiting in het geding was, werd in oktober van dat jaar vrijgesproken.
De roman wordt door sommigen gezien als 'profetisch', met name vanwege de beschrijving van een islamitische terroristische aanslag op een Thais vakantiedorp, die sterke overeenkomsten vertoont met de bomaanslagen op Bali in oktober 2002, een jaar na het verschijnen van Platform. Bovendien vond de publicatie van het boek twee weken vóór de aanslagen van 11 september 2001 plaats. Houellebecq zelf zei hierover in een interview met Martin de Haan dat 'profetieën' soms bij toeval kloppend blijken. Over de suggestie dat het einde van de roman gezien kan worden als een bestraffing van het verdorven sekstoerisme, zei hij: "Dat is volkomen idioot. In mijn boeken wordt niemand gestraft. In het algemeen geldt dat mensen die doodgaan niets uitboeten, ze gaan dood, dat is alles."

## Adaptaties
- In 2002 werkte Michel Houellebecq aan het scenario voor de verfilming van Platform, die er om financiële redenen niet van is gekomen.[25]
- In 2003 werd het boek voor het eerst bewerkt tot een theatervoorstelling door het Ballhaus Theater in Hannover, geregisseerd door Andreas Kriegenburg.[26]
- In 2006 vond de première plaats van een op de roman gebaseerd Spaans toneelstuk geregisseerd door Calixto Bieito.
- Eveneens in 2006 vond bij NTGent de première plaats van het Nederlandstalige toneelstuk Platform, geregisseerd door Johan Simons.[27] In 2008 was dezelfde(?) regie te zien in het Théâtre National de Strasbourg. In 2019 regisseerde Simons hetzelfde stuk in het Duits bij Schauspielhaus Bochum, deels als dubbeluitvoering met een toneelversie van Onderworpen.